# Route régionale 118 (Tunisie)
Pour les articles homonymes, voir Route 118.
La route régionale 118 ou RR118 est un axe routier secondaire de Tunisie qui relie Zarzis à la route nationale 1.